# Restudy
Restudy er en samling af videoundervisning til grundskole- og gymnasieniveau. Idéen bygger på Søren Svinth Vandels firma Restudy, som han i 2009 startede op, da han mente, at der manglede undervisningsmetoder, der dels kunne give elever mulighed for at lære i eget tempo og dels kunne være lektiehjælp. Til grundskolen har Restudy produceret mere en 1150 film om mere end 6500 emner. Til gymnasiet har Restudy produceret mere end 1500 film til mere end 8600 emner.
Filmene kan enten bruges i forbindelse med flipped classroom eller ekstra træning i forbindelse med eksamenslæsning. I den forbindelse kan materialet anvendes til repetition af et emne. Filmene har tilhørende quizzer, så brugerne selv kan teste, om de har forstået emnet. Materialet kan ligeledes anvendes til undervisningsdifferentiering.
Restudy er ejet af MentorDanmark og Gyldendal.

## Restudy Community
Restudy community er en del af restudy-platformen, hvor det er muligt at stille andre brugere faglige spørgsmål og dele noter. Mere end 100.000 studerende er i dag en del af Restudy community.[kilde mangler]